# 卡氏刺鳅
卡氏刺鰍為輻鰭魚綱合鰓目刺鰍亞目刺鰍科的其中一種，分布於非洲剛果民主共和國Kibali-Ituri的淡水流域，體長可達29.5公分，棲息在底層水域，屬肉食性，可做為食用魚。